# مست قلندر
مست قلندر (به هندی: Mast Kalandar) فیلمی محصول سال ۱۹۹۱ و به کارگردانی راهول راول است. در این فیلم بازیگرانی همچون درمندرا، دیمپل کاپادیا، شامی کاپور، شاکتی کاپور، آمریش پوری، پریم چوپرا، انوپم کهیر ایفای نقش کرده‌اند.